# عدم تناسق متذبذب

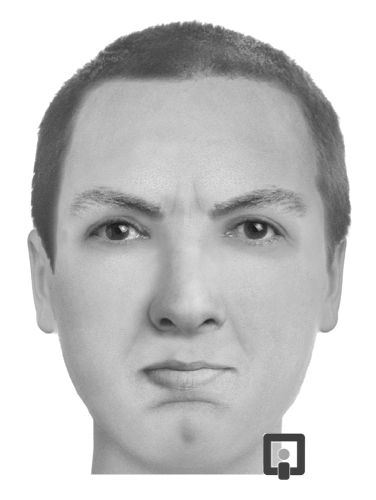
الملامح ثنائية التناظر في الوجه والجسد، مثل العينين و الأذنين والشفتين والمعصمين والردفين، تبدي غالبًا شيء من عدم التناسق المتذبذب. وبعض الأفراد يبدون عدم تناسق أكثر من غيرهم.

عدم التناسق المتذبذب (بالإنجليزية: fluctuating asymmetry) شكل من أشكال التباين البيولوجي، وبالإضافة إلى جانب عدم التناظر وعدم التناسق في الاتجاه، يشير المصطلح إلى الانحرافات العشوائية الصغيرة بعيدًا عن التماثل الثنائي المثالي. يُعتقد أن هذا الانحراف عن الكمال يعكس الضغوط الوراثية والبيئية التي تطرأ في جميع مراحل النمو، مع وجود ضغوط أكبر تؤدي إلى مستويات أعلى من عدم التماثل. تتضمن أمثلة عدم التناسق المتذبذب في جسم الإنسان أحجام غير متكافئة (عدم تناسق) للسمات الثنائية في الوجه والجسم، مثل العينين اليسرى واليمنى والأذنين والمعصمين والثديين والخصيتين والفخذين.
كشف البحث عن عدة عوامل مرتبطة بعدم التناسق المتذبذب. فقياسه قد يدل على استقرار النمو، كما قد يدل أيضًا على اللياقة الوراثية للفرد. وهذا قد يكون له تأثير أكبر على الشريك الجنسي، لأن التباين الأقل يعكس قدرًا أكبر من استقرار النمو واللياقة اللاحقة. وترتبط أيضًا الصحة البدنية البشرية مع عدم التناسق المتذبذب. على سبيل المثال، عند الشبان الذين يعانون من حالات عدم تناسق متذبذب أشد توجد حالات طبية أكثر من الحالات التي تكون لدى الشبان الذين لديهم مستويات أقل عدم التناسق المتذبذب. يمكن ربط عدة عوامل أخرى بعدم التناسق المتذبذب، مثل الذكاء وسمات الشخصية.

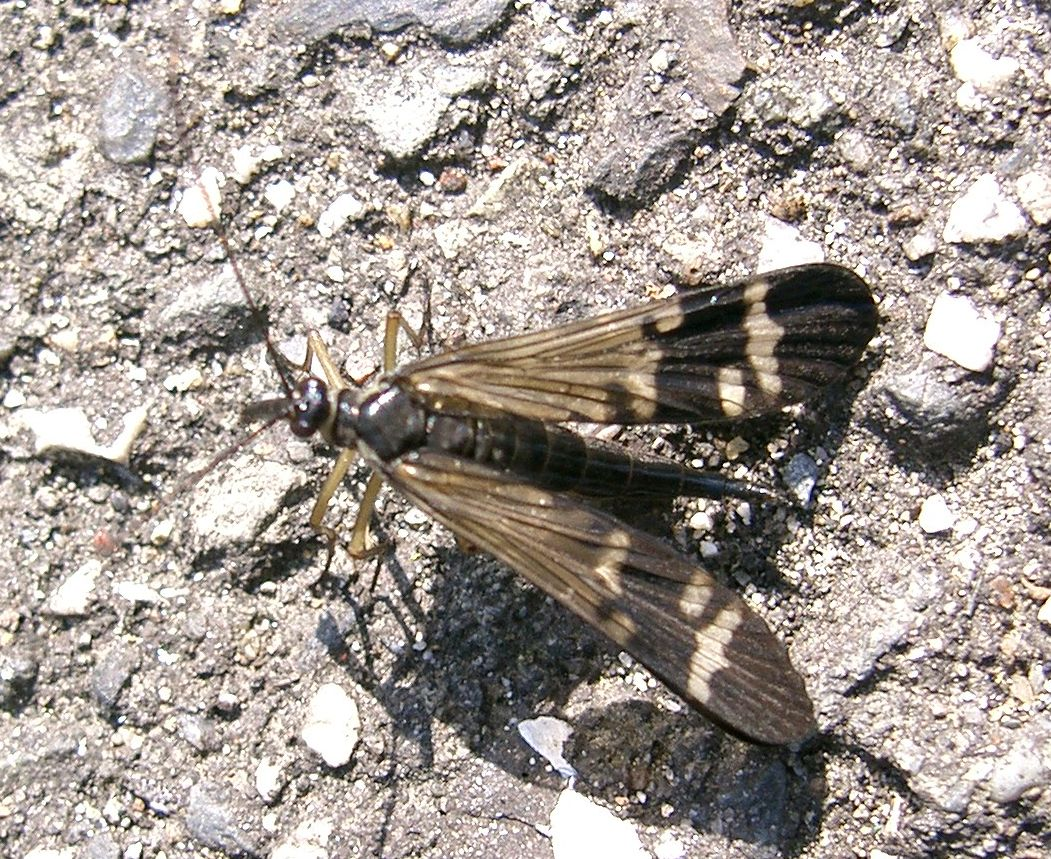
عدم التناسق المتذبذب في الذبابة العقرب اليابانية (Panorpa japonica) ويربط بنجاحها في الطيران والتزاوج.